# Franz Michael Leuchsenring
Franz Michael Leuchsenring (* 13. April 1746 in Langenkandel, heute Kandel; † Anfang Februar 1827 in Paris) war ein Literat der Genieperiode des 18. Jahrhunderts, speziell der empfindsamen Wertherzeit. Nach der französischen Aussprache seines Namens nannte er sich auch Monsieur Liserin.

## Leben
Franz Michael Leuchsenring wurde 1769 Unterhofmeister beim Erbprinzen von Darmstadt und mit Friedrich Heinrich Jacobi, Johann Gottfried Herder, Johann Wolfgang von Goethe und dem Merckschen Kreis in Darmstadt bekannt, die aber fast alle bald mit ihm brachen, da ihm niemand traute. Goethe schrieb sein Werk Ein Fastnachtsspiel vom Pater Brey auf ihn, worin Leuchsenring nach Jacobis Ausdruck „zwar in einer unsaubern Manier, aber doch nach dem Leben auf das treueste gezeichnet“ war.
1782 kam Leuchsenring nach Berlin, 1784 war er kurzzeitig Lehrer für Philosophie des Kronprinzen Friedrich Wilhelm. Er trat mit Friedrich Nicolai, Johann Erich Biester und Moses Mendelssohn in Verbindung und wurde zum Mitglied der Berliner Mittwochsgesellschaft gewählt. Er ging dann als Führer eines jungen Berliners nach der Schweiz und lebte später als Jakobiner in Paris, wo er 1827 starb.
Leuchsenring soll geplant haben, einen geheimen Orden der Empfindsamkeit zu stiften. Nach Urs Viktor Kamber war er ein Mitglied der Illuminaten.